# تروكربت
تروكرِبت (بالإنجليزية: TrueCrypt)‏ هو برنامج حر مفتوح المصدر للتعمية على الهواء يعمل على مايكروسوفت ويندوز 2000/XP/2003/فيستا ولينكس. يستطيع إنشاء «حاويات مستضافة في ملفات» تتكون من جزء معمَّى وله نظام ملفاته الخاص داخل ملف عادي، وهو ما يمكن وصله بعد ذلك كقرص حقيقي. كما يدعم أيضا الأجزاء المستضافة في جهاز، والتي يمكن إنشاؤها في قسم أو قرص كامل. توقَّف تطوير البرنامج في 28 مايو/أيار 2014 وتظهر على موقع البرنامج رسالة تُفيد بأن استخدامه قد يكون غير آمن.

## خوارزميات التعمية
يدعم تروكرِبت خوازميات التعمية AES، وثعبان وTwofish. كما يسمح أيضا باستخدام تتابع من خوازميات مختلفة، مثلًا AES+Twofish+Serpent.
خوازميات الخلاصة التي يستخدمها هي RIPEMD-160، وخوارزمية التلبيد الآمنة 1 ‏، ودردور.

### أنماط التشغيل
كل خوارزميات التعمية تستخدم نمط LRW للتشغيل، وهو أكثر أمنا من نمط CBC عندما يستخدم مع معاملات الاستبداء. بدءا من 4.1 لا يمكن تعمية الأجزاء المنشأة حديثا إلا في وضع LRW لكن أجزاء وضع CBC المنشأة بنسخ سابقة من البرنامج يظل بالإمكان وصلها.

## الانكار المقنِع
أحد الخصائص البارزة في تروكرِبت هو توفيره لمستويين من الانكار المقنع، والتي قد تفيد عندما يكون المستخدم مجبرا على كشف كلمة سر الجزء.

## البدائل
توجد العديد من البدائل مفتوحة المصدر لتروكربت بعضها متفرِّع منه وأخرى تقوم بوظائف مشابهة مثل EncFS.